# Enia Ninčević
Enia Ninčević (Split, 9. srpnja 1990.), hrvatska jedriličarka.
Natjecala se na Olimpijskim igrama 2012. u klasi 470 i osvojila je 17. mjesto.
Na Mediteranskim igrama 2013. osvojila je srebro u klasi 470.
Bila je članica Opatije te Svetog Krševana i Uskoka iz Zadra.